# Hironobu Kageyama
Hironobu Kageyama (jap. 景山 浩宣 Kageyama Hironobu; ur. 18 lutego 1961 w Osace) – japoński piosenkarz rockowy, znany z wykonywania utworów do wielu seriali anime oraz tokusatsu. Nazywany jest przez fanów Kami (bóg), „Kage”, „Pan DBZ”, ponieważ wykonał większość piosenek do tego anime, a także „Księciem Piosenek Anime” („Królem” jest Ichirō Mizuki, a „Królową” Mitsuko Horie).

## Życiorys
Kageyama urodził się w Osace w rodzinie fryzjera. Kiedy miał 16 lat założył kapelę „Lazy” w której grał jako wokalista. W 1977 roku zespół przeprowadził się do Tokio i zadebiutował w branży muzycznej. „Lazy” rozpadło się w 1981 roku, zaś Kageyama rozpoczął karierę solową. Przez pewien okres studiował zaocznie na Uniwersytecie Meiji.
W 1985 roku nagrał przewodni utwór do serialu tokusatsu Dengeki Sentai Changeman. Rozwinął swą karierę i zaczął wykonywać piosenki także do anime. Prawdopodobnie najbardziej znanym utworem Kageyamy jest piosenka Cha-la, Head Cha-la, która posłużyła za muzykę w czołówce serialu Dragon Ball Z i dzięki niej muzyk zdobył kilka nagród. Kageyama nagrał prawie całą ścieżkę dźwiękową do tego anime w 1989 roku, zaś singiel Choujin Sentai Jetman z roku 1991 sprzedał się w liczbie 400 tysięcy kopii.
W roku 2000 Kageyama wraz z Ichirou Mizuki, Masaakim Endou, Riką Matsumoto oraz kilkoma innymi wykonawcami piosenek anime utworzyli grupę zwaną JAM Project. Obecnie jest on liderem tego zespołu.